# Sean Lennon
Sean Taro Ono Lennon (Nova York, 9 d'octubre de 1975) és un músic, compositor i actor nord-americà d'ascendència britànica i japonesa. És l'únic fill de Yoko Ono i John Lennon, germà per part de pare de Julian Lennon, i germà per part de mare de Kyoko Chan Cox. El seu padrí és Elton John.